# Camera dei rappresentanti del Wyoming
La Camera dei rappresentanti del Wyoming è, insieme al Senato, una delle due camere che compongono la Legislatura statale del Wyoming. Essa si riunisce nel Campidoglio dello Stato del Wyoming.
La Camera è composta da 62 rappresentanti, eletti ogni due anni. Non sono presenti vincoli sul numero di mandati.